# Sudamericano Juvenil de Rugby 1972
El Sudamericano Juvenil de Rugby de 1972 fue el primer torneo de su tipo en Sudamérica. Se disputó en Buenos Aires y La Plata (Argentina) con selecciones (M18) y se estructuró como un pentagonal a una ronda; para ello, se utilizó una cancha distinta en cada fecha. La idea de realizarlo se acordó durante una reunión de presidentes de las uniones en Uruguay en ocasión del Sudamericano de Mayores 1971; estableciendo allí que la disputarán jugadores nacidos a partir del 1 de enero de 1954.

## Equipos participantes
- Selección juvenil de rugby de Argentina
- Selección juvenil de rugby de Brasil
- Selección juvenil de rugby de Chile
- Selección juvenil de rugby de Paraguay
- Selección juvenil de rugby de Uruguay

## Posiciones
| Pos. | Equipo    | Encuentros | Encuentros | Encuentros | Encuentros | Tantos  | Tantos    | Tantos     | Puntos |
| Pos. | Equipo    | jugados    | ganados    | empatados  | perdidos   | a favor | en contra | diferencia | Puntos |
| ---- | --------- | ---------- | ---------- | ---------- | ---------- | ------- | --------- | ---------- | ------ |
| 1    | Argentina | 4          | 4          | 0          | 0          | 279     | 12        | + 267      | 8      |
| 2    | Chile     | 4          | 3          | 0          | 1          | 102     | 52        | + 50       | 6      |
| 3    | Uruguay   | 4          | 2          | 0          | 2          | 113     | 37        | + 76       | 4      |
| 4    | Paraguay  | 4          | 1          | 0          | 3          | 22      | 184       | - 162      | 2      |
| 5    | Brasil    | 4          | 0          | 0          | 4          | 15      | 246       | - 231      | 0      |

Nota: Se otorgan 2 puntos al equipo que gane un partido, 1 al que empate, 0 al que pierda

## Resultados[2]

### Primera Fecha
| 15 de julio | Uruguay | 36 - 9 | Brasil | cancha de Belgrano Athletic Club, Buenos Aires, Argentina |  |
|             |         |        |        | Árbitro(s): J. Marun                                      |  |

| 15 de julio | Chile | 36 - 7 | Paraguay | cancha de Belgrano Athletic Club, Buenos Aires, Argentina |  |
|             |       |        |          | Árbitro(s): F. de la Rua                                  |  |

### Segunda Fecha
| 17 de julio | Argentina | 84 - 3 | Paraguay | cancha de San Martín, Sáenz Peña, Argentina |  |
|             |           |        |          | Árbitro(s): J. Castillo                     |  |

| 17 de julio | Chile | 54 - 0 | Brasil | cancha de San Martín, Sáenz Peña, Argentina |  |
|             |       |        |        | Árbitro(s): H. Travin                       |  |

### Tercera Fecha
| 19 de julio | Paraguay | 12 - 6 | Brasil | cancha de La Plata RC, La Plata, Argentina |  |
|             |          |        |        | Árbitro(s): F. Barba                       |  |

| 19 de julio | Argentina | 16 - 9 | Uruguay | cancha de La Plata RC, La Plata, Argentina |  |
|             |           |        |         | Árbitro(s): C. Laurelli                    |  |

### Cuarta Fecha
| 21 de julio | Chile | 12 - 10 | Uruguay | cancha de Obras Sanitarias, Buenos Aires, Argentina |  |
|             |       |         |         | Árbitro(s): R. Gramajo                              |  |

| 21 de julio | Argentina | 144 - 0 | Brasil | cancha de Obras Sanitarias, Buenos Aires, Argentina |  |
|             |           |         |        | Árbitro(s): J. Castillo                             |  |

### Quinta Fecha
| 23 de julio | Uruguay | 58 - 0 | Paraguay | cancha de CASI, San Isidro, Argentina |  |
|             |         |        |          | Árbitro(s): J. Mizaraji               |  |

| 23 de julio | Argentina | 35 - 0 | Chile | cancha de CASI, San Isidro, Argentina |  |
|             |           |        |       | Árbitro(s): R. Yacachurry             |  |

| Bandera de Argentina |
| Campeón Argentina    |
| Primer título        |